# Palau de la Música de València
El Palau de la Música de València és un edifici de la ciutat de València situat a l'antic cau del Riu Túria. El Palau (com es coneix popularment) conté diverses sales per a audicions musicals, congressos, exposicions, espectacles i projeccions de cinema, entre altres activitats.

## Trajectòria
Des de la seua inauguració, el 25 d'abril de 1987, s'ha consolidat com el centre musical més important del País Valencià. Actualment, el Palau és seu de l'orquestra de València.
Oimés, l'acústica del Palau, i de la seua sala José Iturbi en particular (la més important de l'auditori), ha estat elogiada per molts dels músics que han actuat en ella.

## L'edifici

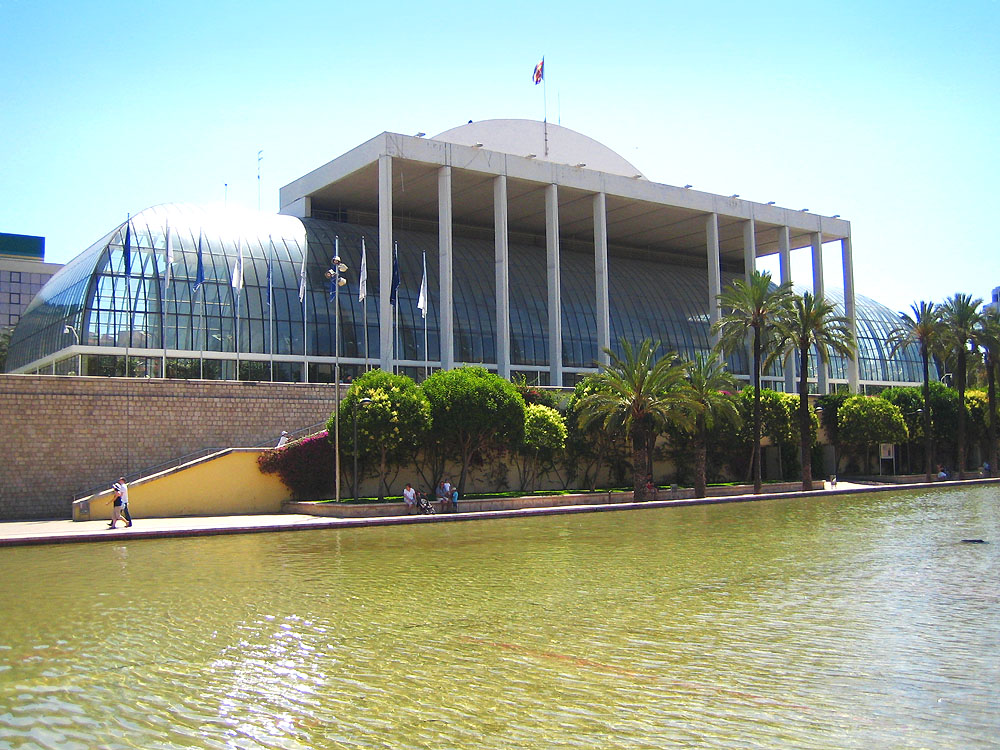
Vista des del Jardí del Túria.

L'edifici, dissenyat per José María de Paredes, Premi Nacional d'Arquitectura, està format per dues façanes. Una mira al jardí del Túria i està coberta amb una volta de cristall que transforma el vestíbul del Palau en un hivernacle amb tarongers. Les deu columnes exteriors recreen un doble pentagrama. La part posterior, però actual entrada al públic, dona al passeig de l'Albereda.
Gràcies a una ampliació posterior, hi ha una tercera part subterrània, que compta amb diverses sales d'assaig, vestidors, sales d'enregistrament, i un nou espai destinat també a exposicions.

## Polítiques del Palau
Amb la direcció de María Irene Beneyto, el Palau fa campanyes per a acostar la cultura musical als més joves i als ciutadans en general. Però el Palau també ha estat motiu de polèmica: el 22 de juliol de 2005 el Col·lectiu de Cantants en Valencià Ovidi Montllor es va manifestar, tancant-se dins del Palau de la Música, com a protesta perquè encara no hi havia actuat cap grup o artista valencià que emprara la llengua pròpia.